# Puygaillard-de-Lomagne

Puygaillard-de-Lomagne este o comună în departamentul Tarn-et-Garonne din sudul Franței. În 2009 avea o populație de 61 de locuitori.

## Evoluția populației
| An        | 1975 | 1982 | 1990 | 1999 | 2006 | 2009 |
| --------- | ---- | ---- | ---- | ---- | ---- | ---- |
| Populație | 94   | 81   | 62   | 58   | 51   | 61   |